# Transconvolution
Der Begriff Transconvolution bezeichnet ein numerisches Verfahren aus dem Bereich der medizinischen Bildgebung, insbesondere der Emissionscomputertomographie, das eine nachträgliche Manipulation der Punktspreizfunktion (engl. „point spread function“, PSF) bei bereits aufgenommenen Bildern ermöglicht.
Eigenschaften eines Bildes wie die räumliche Auflösung oder die Darstellbarkeit kleiner Objekte werden durch die PSF des für die Bildaufnahme verwendeten bildgebenden Systems bestimmt. Unterschiedliche bildgebende Systeme mit unterschiedlichen PSFs liefern daher etwas unterschiedliche Bilder auch ein und desselben Objektes.
Ausgehend von bekannten PSFs unterschiedlicher tomographischer Systeme, kann durch das Transconvolution-Verfahren ein Bild, das auf einem bestimmten Tomographen aufgenommen wurde, derart umgerechnet werden, als wäre es von einem anderen Tomographen aufgenommen worden. Das Verfahren kann so die Vergleichbarkeit von Bildern, die ursprünglich auf verschiedenen Systemen aufgenommen wurden, sicherstellen.

## Definition
Für zwei unterschiedliche Tomographen mit unterschiedlichen Punktspreizfunktionen {\displaystyle psf_{1}} und {\displaystyle psf_{2}} kann die Bildgebung als Faltung beschrieben werden als:
{\displaystyle obj*psf_{1}=img_{1}}
{\displaystyle obj*psf_{2}=img_{2}}
wobei "{\displaystyle *}" den Faltungsoperator darstellt und {\displaystyle img_{1}} und {\displaystyle img_{2}} für die beiden leicht unterschiedlichen von den jeweiligen Tomographen erzeugten Bilder desselben Objektes {\displaystyle obj} stehen.
Aus den beiden Gleichungen folgt unmittelbar die Beziehung:
{\displaystyle img_{1}*psf_{1}^{-1}*psf_{2}=img_{2}}
wobei {\displaystyle psf_{1}^{-1}} für die Inverse der Punktspreizfunktion {\displaystyle psf_{1}} steht.
Während die inverse Punktspreizfunktion {\displaystyle psf_{1}^{-1}} divergiert und nicht numerisch bestimmt werden kann, ist der vollständige Term {\displaystyle psf_{1}^{-1}*psf_{2}} unter bestimmten Randbedingungen durch numerische Methoden näherungsweise berechenbar.
Die Transconvolution-Funktion {\displaystyle tf} wird nun definiert als
{\displaystyle tf=psf_{1}^{-1}*psf_{2}}
mit der resultierenden Beziehung
{\displaystyle img_{1}*tf=img_{2}}
In Kenntnis der PSFs der jeweiligen Tomographen ist es somit möglich ein durch den ersten Tomographen erzeugtes Bild {\displaystyle img_{1}} jeweils so umzurechnen als wäre es als {\displaystyle img_{2}} durch den zweiten Tomographen aufgenommen worden.
Selbstverständlich unterliegt das Verfahren bestimmten Grenzen, insbesondere kann das berechnete {\displaystyle img_{2}} keine Raumfrequenzen darstellen, die durch die {\displaystyle psf_{1}} nicht mehr erfasst werden, i. e. die räumliche Auflösung eines Bildes kann nicht beliebig erhöht werden.

## Anwendung in der medizinischen Bildgebung
Die zweite Punktspreizfunktion {\displaystyle psf_{2}} muss nicht einen realen Tomographen repräsentieren, sondern kann direkt definiert werden und repräsentiert dann einen virtuellen Tomographen mit entsprechenden Eigenschaften.
Ausgehend von der Definition eines standardisierten virtuellen Tomographen sowie der Bestimmung der Abbildungseigenschaften unterschiedlicher realer Tomographen erlaubt die Transconvolution-Methode eine einheitliche und quantitativ vergleichbare Darstellung der von den unterschiedlichen Tomographen oder Systemen aufgenommenen Bilddaten so, als wären alle Messungen gleichermaßen durch das standardisierte virtuelle System erfolgt.
Das Verfahren unterstützt damit quantitative Vergleiche von Bildern, die durch unterschiedliche bildgebende Systeme und insbesondere durch unterschiedliche klinische Tomographen, aufgenommen wurden.
Eine andere Anwendung der Transconvolution Methode in der Positronen-Emissions-Tomographie erlaubt die Handhabung der unterschiedlichen Bildunschärfe, die durch die unterschiedlichen Positronreichweiten der Positronen emittierenden Radionuklide entstehen (β+-Zerfall). Dies ermöglicht insbesondere die Verwendung unterschiedlicher Radionuklide bei der Kalibrierung gegenüber der folgenden Bildgebung.